# Валер'ян II
Публій Ліциній Корнелій Валер'ян (лат. Publius Licinius Cornelius Valerianus; помер у 258 р.) — політичний діяч часів Римської імперії. Носив титул цезаря у 256—258 роках.

## Біографія
Походив з впливового роду Ліциніїв. Був сином імператора Галлієна та його дружини, Корнелії Салоніни, й онуком імператора Валер'яна. У 256 році отримав титул цезаря від свого діда. Тоді ж Валер'яна II було призначено командувачем військ у провінціях Нижня Паннонія та Нижня Мезія. Йому також підпорядковувалися дунайські легіони, що викликало їхнє невдоволення. У 257 році обійняв посаду почесного консула. Також отримав титул голови молоді (лат. princeps iuventutis). Цим Валер'ян та Галлієн намагалися закріпити спадковість трону.
У 258 році при нез'ясованих обставинах Валер'ян II помер, можливо у військовому таборі в місті Сірмії. Ймовірно, Валер'яна було вбито внаслідок змови Інгенуя, якого було призначено Валер'яном як радника до молодого цезаря. Також існують суперечності стосовно титулу. За деякими відомостями під час повстання Інгенуя Валер'яну II надано титул Августа, але достеменних свідчень цьому немає. Валер'яна II було обожнено Сенатом.

## Родовід
- Валер'ян І, римський імператор у 253—260 рр.
  -  Галлієн, римський імператор у 253—268 рр.
    -  Валер'ян II, цезар у 256—258 рр.
    -  Салонін, римський імператор у 260 р.
    -  Мариніан, консул 268 р.

- -  Валер'ян Молодший, римський політик